# Уинтер, Агнес-Николь
А́гнес-Нико́ль Уи́нтер (суахили Agnes-Nicole Winter; 17 апреля 1956, Бурос, лен Эльвсборг, Швеция) — шведская актриса, сценарист, кинопродюсер и фотомодель.

## Биография
Агнес-Николь Уинтер родилась 17 апреля 1956 года в Буросе (историческая провинция Вестергётланд, Швеция). Агнес-Николь окончила Стокгольмскую школу оптометрии.

## Карьера
Агнес-Николь дебютировала в кино в 1987 году, сыграв эпизодическую роль в фильме «Терминал экспозиции». В 2010 году Уинтер сыграла роль покровительницы театра в фильме «День Святого Валентина». Всего она приняла участие в 4-х кинематографических произведениях .
В 2009 году Агнес-Николь выступила сценаристом и продюсером фильма «Золотые и красивые», который стал её наиболее значимой работой в кинопроизводстве. Также она известна как фотомодель, которая сотрудничала с различными брендами

## Личная жизнь
Агнес-Николь была замужем, по разным данным, три или четыре раза. У Уинтер есть два сына — Кристофер и Александр.